# 1.ª Esquadra de Batalha
A 1ª Esquadra de Batalha foi uma esquadra naval da Marinha Real Britânica formada por couraçados. Ela foi formada em 1912 e existiu até 1945, participando da Primeira e Segunda Guerra Mundial, e fazendo parte no decorrer de sua história da Frota do Atlântico, da Grande Frota, Frota Doméstica, Frota do Mediterrâneo e da Frota Britânica do Pacífico.